# مسرشمیت ام‌ایی ۳۲۳
مسرشمیت-۳۲۳غول پیکر (انگلیسی: Messerschmitt Me 323) هواپیمای ترابری سنگین ارتش آلمان نازی در جنگ جهانی دوم بود. این هواپیما، نوع موتور دار هواپیمای مسرشمیت-۳۲۱ (مسرشمیت-۳۲۱ گلایدر ترابری ارتش نازی) و بزرگترین هواپیمای ترابری نظامی در آن جنگ محسوب می‌شد. در مجموع ۲۱۳ هواپیما به عنوان تولید شده ثبت شده که تعدادی از آنها از گلایدر ۳۲۱، تبدیل به ۳۲۳ موتور دار شده بود.

## مشخصات
- مسرشمیت-۳۲۳ نوع دی۶
- خدمه:۵
- ظرفیت:۱۳۰ سرباز یا ۱۰الی۱۲ تن تجهیزات
- طول:۲۸/۲ متر
- پهنای بال:۵۵/۲ متر
- ارتفاع:۱۰/۱۵ متر
- مساحت بال:۳۰۰ مترمربع
- وزن خالی:۲۷/۳۳۰ کیلوگرم
- وزن بارگیری:۲۹/۵۰۰ کیلوگرم
- حداکثر وزن برخاست:۴۳/۰۰۰ کیلوگرم
- پیشرانه: ۶ موتور نوع : Gnome-Rhône ۱۴N-۴۸/۴۹ ، ۸۶۸ کیلووات نیرو هر کدام

## عملکرد
- بیشینه سرعت:۲۸۵ کیلومتر بر ساعت
- سرعت کروز:۲۱۸ کیلومتر بر ساعت
- محدوده عملکرد:۸۰۰ کیلومتر
- سقف پرواز:۴،۰۰۰ متر
- نرخ صعود:۳/۶ متر بر ثانیه